# Železniška postaja Rateče-Planica
Železniška postajališče Rateče-Planica, znan tudi kot Železniška postajališče Planica, je trenutno nedelujoča železniška postajališče v Ratečah.
Postajno poslopje še danes stoji na južnem delu naselja. Potniški promet na progi je bil ukinjen 1. aprila 1966.
V okviru obsežne posodobitve slovenskega železniškega omrežja naj bi tudi kranjskogorsko progo obnovili in zopet usposobili za potniški promet.
Železniško postajališče se nahaja v Ratečah, vendar se je klicalo Planica.